# Neeuklidinė Geometrija
Neeuklidinė Geometrija (deutsch Nichteuklidische Geometrie) ist ein litauischer animierter Kurzfilm von Škirmanta Jakaitė und Solveiga Masteikaitė aus dem Jahr 2013. In Deutschland feierte der Film am 5. Mai 2014 bei den Internationalen Kurzfilmtagen in Oberhausen Premiere.

## Handlung
Die Gesetze der Liebe werden im Film erzählt. Was passiert mit der Liebe, wenn ein Paar sich trennt oder auch zusammenbleibt? Das Herz hat seine eigene Logik.

## Kritiken
„In bisweilen irritierenden Bildern erzählt der Film auf verschiedenen Ebenen eine Geschichte von Partnerschaft, Trennung und Liebe. Auf diese Weise fordert er dazu heraus, sich mit der Frage nach der (Un-)Endlichkeit der Liebe auseinanderzusetzen und eigene Antworten zu suchen.“

## Auszeichnungen
Internationale Kurzfilmtage Oberhausen 2014
- Preis der Ökumenischen Jury

Hiroshima Kokusai Animation Festival 2014
- Special Jury Prize